# Conferencia Mundial de la OMS sobre las Enfermedades No Transmisibles
La conferencia, que se celebró del 18-20 de octubre de 2017 en Montevideo, será auspiciada por el Presidente del Uruguay.

## Mejora de la coherencia normativa para la prevención y el control de las Enfermedades No Transmisibles (ENT)
La conferencia, que se celebrará del 18-20 de octubre de 2017 en Montevideo, será auspiciada por el Presidente del Uruguay.

La Conferencia Mundial de la OMS sobre las ENT, auspiciada por el Presidente del Uruguay
La Organización Mundial de la Salud (OMS), la Organización Panamericana de la Salud (OPS), la Presidencia del Uruguay y el Ministerio de Salud del Uruguay organizan la Conferencia Mundial de las ENT sobre la mejora de la coherencia normativa para la prevención y el control de las Enfermedades No Transmisibles (ENT) – las enfermedades cardiovasculares, el cáncer, la diabetes y las enfermedades respiratorias crónicas.
El Presidente del Uruguay acogerá la Conferencia, que tendrá lugar del 18 al 20 de octubre de 2017 en Montevideo.
- Más información sobre la conferencia

Organización Mundial de la Salud

## Programa de la Conferencia
- WHO Global conference on noncommunicable diseases to call for accelerated action on NCDs en YouTube.
Declaración del Presidente del Uruguay, el Dr. Tabaré Ramón Vázquez.

Más información acerca de la Conferencia Mundial de la OMS sobre las ENT
- Folleto de presentación de la conferencia
pdf, 435kb
- Programa preliminar
pdf, 731kb
- Información para participantes
pdf, 495kb

Acreditaciones de prensa

## Información sobre las ENT

### Información general
- Nota descriptiva sobre las enfermedades no transmisibles
- Acabar con las ENT puede contribuir al logro de la cobertura sanitaria universal
Comentario del Director General de la OMS y el presidente del Uruguay
- Establecimiento por la OMS de una Comisión de Alto Nivel sobre Enfermedades No Transmisibles
Declaración de la OMS
- Recursos sobre las enfermedades no transmisibles
- Recursos sobre los Objetivos de Desarrollo Sostenible
- Objetivos de Desarrollo Sostenible de las Naciones Unidas

### Información técnica
- Programa de la OMS sobre enfermedades no transmisibles y salud mental
- Informe sobre la situación mundial de las enfermedades no transmisibles 2014
- Plan de Acción Mundial para la prevención y el control de las Enfermedades No Transmisibles 2013-2020 - en inglés

### En las Américas
- Recursos de la Organización Panamericana de la Salud sobre las Enfermedades No Trasmisibles